# Muhibb ad-Dīn al-Chatīb

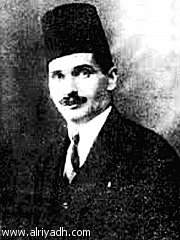
Muhibb-al-Din al-Khatib, Aufnahme aus den 1930ern

Muhibb ad-Dīn al-Chatīb (arabisch محب الدين الخطيب, DMG Muḥibb ad-Dīn al-Ḫaṭīb, geb. Juli 1886 in Damaskus; gest. 30. Dezember 1969 in Kairo) war ein syrischer Publizist, der mehrere Gesellschaften mit arabisch-nationalistischer und panislamischer Ausrichtung ins Leben rief, verschiedene Zeitschriften herausgab und maßgeblich zur Verbreitung des Begriffs der Salafiyya beitrug.

## Herkunft und frühe Jahre
Muhibb ad-Dīn al-Chatīb wurde 1886 in eine Damaszener Gelehrtenfamilie hineingeboren, die von väterlicher Seite scherifischer Herkunft war und sich auf den hanbalitischen Sufi ʿAbd al-Qādir al-Dschīlānī zurückführte. Der Familienname rührte daher, dass 1869 der Familie das Amt des Freitagspredigers in der Umayyaden-Moschee zugefallen war. Muhibb ad-Dīns Vater, Scheich Abū l-Fath al-Chatīb (1834–1897), war eng mit dem malikitischen Scheich Tāhir al-Dschazā'irī (1852–1920) befreundet, der einer der Gründungsdirektoren der "Islamischen Wohlfahrtsgesellschaft" (al-Ǧamʿīya al-ḫairīya al-islāmīya) in Damaskus war. 1879 wurde Abū l-Fath der erste Direktor der von dieser Gesellschaft gegründeten Zāhirīya-Bibliothek. Muhibb ad-Dīns Mutter Āsiya stammte aus der Damaszener Grundeigentümerfamilie al-Dschallād. Sie starb schon 1893, als Muhibb ad-Dīn erst sieben Jahre alt war.
Muhibb ad-Dīn besuchte zunächst eine Grundschule, die hinter der Bibliothek seines Vaters lag, und ab 1896 das Maktab ʿAnbar, die einzige Sekundarschule der Stadt, die von Türken geleitet wurde. Hier erhielt Muhibb ad-Dīn Unterricht in modernen Wissenschaften, Osmanisch-Türkisch, Französisch und Persisch.

## Als politischer Aktivist im Osmanischen Reich
Am Maktab ʿAnbar erlebte Muhibb ad-Dīn eine innere Politisierung. 1902 gründete er zusammen mit arabischen Mitschülern einen arabischen Geheimzirkel, den "kleinen Damaskus-Kreis" (ḥalqat Dimašq aṣ-ṣaġīra), mit dem Ziel, das Engagement für Gott und das Vaterland zu fördern. Geistiger Mentor des Kreises war Tāhir al-Dschazāʾirī, unter der Hand las man Schriften von al-Kawākibī und Muhammad Abduh. Unter den Schülern der Schule kam es daraufhin zu einer Polarisierung zwischen türkischen und arabischen Schülern.
Aufgrund seiner politischen Aktivitäten an der Schule musste Muhibb ad-Dīn das Maktab ʿAnbar verlassen. Er besuchte daraufhin eine staatliche Schule in Beirut und erhielt dort am 9. Juli 1905 sein Abschlussdiplom. Im Herbst 1905 reiste al-Chatīb zum Studium der Rechtswissenschaften nach Istanbul. Dort gründete er am 24. Dezember 1906 zusammen mit Amīr ʿĀrif asch-Schihābī die geheime „Gesellschaft der arabischen Wiederauferstehung“ (ǧamʿīyat an-nahḍa al-ʿarabīya), deren Ziel es war, die syrische Jugend für das Arabertum und die Dezentralisierung des Osmanischen Reiches zu begeistern. Nachdem die osmanischen Behörden auf Autoritäten auf al-Chatībs politische Aktivitäten aufmerksam geworden waren und ihn unter Beobachtung gestellt hatten, reiste er im Oktober 1907 nach Damaskus und verlegte auch das Zentrum seiner Gesellschaft dorthin. Da er jedoch weiter die Verfolgung durch die osmanischen Behörden befürchtete, nahm er noch im gleichen Monat das Angebot einer Stelle als Übersetzer am britischen Konsulat in al-Hudaida an und reiste über Beirut und Kairo in den Jemen, wo er am 27. November ankam.

## Kairo: Zusammenarbeit mit Raschīd Ridā
Nach Wiedereinsetzung der Osmanischen Verfassung im Sommer 1908 sah al-Chatīb keinen Grund mehr, im Jemen zu bleiben und kehrte nach Damaskus zurück. Da dort seine politischen Aktivitäten jedoch weiter behindert wurden, reiste er weiter nach Kairo, das zu dieser Zeit zum beliebten Zufluchtsort für syrische Gegner des hamidischen Regimes geworden war. Dort wurde im September 1909 bei der konservativ-muslimischen Zeitung al-Mu'aiyad als Journalist tätig. Im gleichen Jahr gründete al-Chatīb zusammen mit ʿAbd al-Fattāh Qatlān im Kairiner Chan el-Chalili gegenüber der Husain-Moschee die „Salafistische Buchhandlung“ (al-Maktaba as-Salafīya). Wie al-Chatīb selbst schreibt, kam die Idee zur Wahl dieses Namens von seinem Scheich Tāhir al-Dschazāʾirī. Wie aus der Liste der in der Buchhandlung verkauften Bücher hervorgeht (darunter Werke von as-Suyūtī, al-Farabi und Avicenna), hatten al-Chatīb und Qatlān zu dieser Zeit noch kein festgelegtes religiöses Verständnis von dem Begriff der Salafīya.
1912 traten al-Chatīb und Qatlān in Geschäftsbeziehungen mit Raschīd Ridā. Die Salafstische Buchhandlung wurde in die ʿAbd al-ʿAzīz-Straße verlegt und dort mit der Buchhandlung al-Manār verbunden, an der al-Chatīb und Qatlān kurzzeitig Anteilseigner wurden. Im Dezember des gleichen Jahres wirkte al-Chatīb an der Gründung der „Osmanischen Partei für administrative Dezentralisierung“ (Ḥizb al-lā-markazīya al-idārīya al-ʿUthmānīya) mit, die ein föderales System befürwortete und von Raschīd Ridā geleitet wurde. Am 12. Januar 1913 wurde al-Chatīb zum Generalsekretär des Exekutivkomitees dieser Partei gewählt. Als Vertreter der Partei nahm er im Juni 1913 an dem ersten Arabischen Kongress in Paris teil, der mit Vertretern der Jungtürkischen Regierung einen Reformplan für die arabischen Provinzen des Osmanischen Reiches ausarbeitete. Al-Chatīb veröffentlichte noch im gleichen Jahr in Kairo im Namen seiner Partei einen Bericht über den Kongress.
Nachdem im August 1914 der Erste Weltkrieg ausgebrochen war, beauftragte Raschīd Ridā im Oktober al-Chatīb, mit den politischen Führern des Irak und von Nadschd Kontakt aufzunehmen, um deren Auffassungen über die Zukunft der arabischen Länder zu erfahren. Die Mission wurde von Milne Cheetham, dem Britischen Hochkommissar in Ägypten, der mit der Dezentralisierungspartei in Kontakt stand, finanziell unterstützt. Al-Chatīb wollte per Schiff über Aden und Bombay in den Irak reisen, wurde aber unterwegs von den britischen Behörden in Buschehr verhaftet, die offenbar nicht darüber unterrichtet waren, dass seine Mission von den britischen Autoritäten in Ägypten unterstützt wurde. Im November 1914 wurde er in das gerade von den anglo-indischen Truppen eroberte Basra verbracht und dort für mehrere Monate gefangengesetzt. Erst nachdem das Britische Hochkommissariat in Ägypten interveniert hatte, wurde al-Chatīb am 27. Juli 1915 freigelassen und konnte nach Ägypten zurückkehren.

## Als Propagandist der Hāschimiten
Eine neue Wende in al-Chatībs Leben ergab sich mit dem Beginn des Arabischen Aufstands gegen das Osmanische Reich im Juni 1916. Der Scherif Husain, der mit britischer Unterstützung den Aufstand anführte, lud al-Chatīb nach Mekka ein, um dort eine Zeitung herauszugeben, die für die ideologische Fundierung des arabischen Aufstands sorgen sollte. Al-Chatīb nahm das Angebot an und traf im Juli 1916 in Dschidda ein. Von Mitte August 1916 an gab er in zweiwöchigem Rhythmus die Zeitung al-Qibla („Die Qibla“) heraus, die weltweit vertrieben wurde. Außerdem gründete al-Chatīb in Mekka eine staatliche Druckpresse mit dem Namen al-Maṭbaʿa al-ʿĀmirīya, mit der er Bücher zu modernen Wissenschaften und Techniken publizierte. Nachdem Husains Sohn Faisal I. 1918 die arabischen Truppen nach Damaskus geführt hatte, reiste al-Chatīb im Juni 1919 nach Syrien und übernahm dort im Sommer die Herausgabe der Zeitung al-ʿĀsima, des offiziellen Organs der Haschimiten in Damaskus. In Zusammenarbeit mit Scheich Muhammad Kāmil al-Kassab gründete er im September das „Hohe Nationale Komitee“ (al-Laǧna al-Waṭanīya al-ʿUlyā), das die Aufgabe hatte, Syrien mit Waffen zu versorgen und die Syrer im Kampf zu trainieren.
In al-ʿĀsima veröffentlichte al-Chatīb noch 1919 einen Artikel mit dem Titel „Unser arabischer Nationalismus“ (Qaumīyatu-nā al-ʿArabīya), in dem er die semitische Wellentheorie einsetzte, um damit den Anspruch der Hāschimiten auf die Herrschaft über den gesamten Fruchtbaren Halbmond zu legitimieren. Nach der semitischen Wellentheorie, die auf Hugo Winckler und Leone Caetani zurückgeht, war Arabien ursprünglich eine äußerst fruchtbare Region und beherbergte nicht nur die Araber, sondern alle semitischen Völker, darunter die Assyrer, Aramäer, Kanaanäer, Phönizier und Hebräer. Aufgrund von Klimaveränderungen trocknete jedoch Arabien immer mehr aus, so dass die verschiedenen semitischen Völker in sukzessiven Wellen aus Arabien in das Gebiet des Fruchtbaren Halbmonds auswanderten. Auch die islamische Expansionsbewegung der Araber wurde als eine solche semitische Auswanderungsbewegung interpretiert. Da die semitischen Völker ursprünglich alle die gleiche Heimat hatten, so schlussfolgerte al-Chatīb in seinem Artikel, sollten sie auch in der Gegenwart unter einer politischen Führung stehen.
Nach der Schlacht von Schlacht von Maysalun (24. Juli 1920) und der folgenden französischen Besetzung von Damaskus brach jedoch die Herrschaft der Hāschimiten in Syrien zusammen, und al-Chatīb kehrte nach Ägypten zurück.

## Rückkehr nach Kairo, Annäherung an die Wahhabiten
In Kairo belebte al-Chatīb die von ihm gegründete „Salafitische Buchhandlung“ in Bāb al-Chalq in der Nähe der Ägyptischen Nationalbibliothek (Dār al-Kutub) neu und schloss ihr eine Druckerei an. Darin veröffentlichte er bis zur Mitte der 1920er Jahre wichtige Schriften mit panarabischer Ausrichtung, so zum Beispiel 1925 sein Buch „Die Richtung der menschlichen Wellen auf der arabischen Halbinsel“ (Ittiǧāh al-mauǧāt al-bašarīya fī Ǧazīrat al-ʿArab), in dem er die Relevanz der semitischen Wellentheorie für den arabischen Nationalismus aufzuzeigen versuchte. Ab 1921 war er außerdem als Redakteur für die ägyptische Zeitung al-Ahrām tätig. Im August 1924 gründete al-Chatīb die Literaturzeitschrift az-Zahrāʾ, die bis 1929 monatlich erschien und in der bekannte arabische Dichter und Schriftsteller, aber auch panislamische Denker wie Schakīb Arslān veröffentlichten. In diesem Journal schrieb er im April 1925 eine sehr kritische Rezension zu ʿAlī ʿAbd ar-Rāziqs Buch "Der Islam und die Grundlagen des Regierens", in dem dieser die Notwendigkeit des Kalifats in Frage gestellt hatte.
Im Herbst 1924 nahmen saudisch-wahhabitische Truppen den Hidschaz ein und vertrieben den hāschimitischen König Husain, der den Kalifentitel angenommen hatte, aus dem Hidschāz. Al-Chatīb, der große Bewunderung für die Wahhabiten hegte, sagte sich in dieser Zeit in einem kritischen Artikel über seinen früheren Arbeitgeber Husain von den Hāschimiten los. Gleichzeitig ging er Geschäftsbeziehungen mit den Saudis ein, die ihm Aufträge für den Druck mittelalterlicher hanbalitischer Texte erteilten. Die Zusammenarbeit mit dem saudischen Herrscherhaus weitete sich in der Folgezeit noch aus. 1927 erhielten al-Chatīb und Qatlān den Auftrag, eine Niederlassung ihrer „salafitischen Druckerei und Buchhandlung“ in Mekka aufzubauen. Diese Zweigstelle nahm 1928 den Betrieb auf und spezialisierte sich auf die Publikation hanbalitischer und pro-wahhabitischer Literatur. Dies hatte auch Auswirkungen auf den Salafīya-Begriff, denn die Salafīya wurde nun sehr stark mit dem hanbalitischen und pro-wahhabitischen Textmaterial identifiziert, das al-Chatīb und Qatlān in Mekka publizierten.

## Al-Fathund die muslimische Jugendvereinigung
Al-Chatībs Hauptgeschäft lief allerdings weiter in Kairo. Im Frühjahr 1926 gründete er hier die neue Wochenzeitschrift al-Fath ("Die Eroberung"). Wie Al-Chatīb am 30. Juni 1927 in einem programmatischen Artikel deutlich machte, sollte seine Zeitschrift sieben Ziele erfüllen: 1. Wiederbelebung der islamischen Zivilisation; 2. Rückkehr zu den authentischen islamischen Wurzeln; 3. Kampf gegen den Atheismus und die falsche Erneuerung der Modernisten; 4. Verbreitung von Nachrichten über die islamische Welt; 5. Präsentation von ausgewählten Exzerpten älterer islamischer Autoren; 6. Erklärung der Grundlagen des islamischen Rechts; und 7. Erklärung der Passagen aus Koran und Sunna, die die Gesellschaft und Moral betreffen. Zusammengefasst wurde dieses Programm unter dem Begriff des "Dschihad für die Sache Gottes"
Im November des gleichen Jahres rief al-Chatīb zur Verwirklichung dieser Ziele zusammen mit Scheich ʿAbd al-ʿAzīz Dschāwīsch (1876–1929) und dem Studenten ʿAbd al-Hamīd Saʿīd die Gesellschaft der muslimischen jungen Männer ins Leben. Al-Chatīb wirkte in dieser Organisation, die ein islamisches Gegenstück zur Young Men’s Christian Association (YMCA) bilden sollte, in der Folgezeit als Generalsekretär. In dieser Funktion besuchte er auch im August 1928 auf Einladung von Mohammed Amin al-Husseini die Feierlichkeiten zur Renovierung der al-Aqsa-Moschee in Jerusalem. Von 1929 an wurden außerdem die Sitzungsberichte der Vereinigung, deren Mitglieder sich drei Mal in der Woche trafen, in der salafistischen Druckerei al-Chatībs gedruckt.
In seiner Zeitschrift al-Fath bekämpfte al-Chatīb alle Formen der Verwestlichung, das Reformprogramm des Kemalismus in der Türkei, das er als faktische "Christianisierung" zu verunglimpfen versuchte, das Verwestlichungsprogramm des afghanischen Königs Amanullah Khan, dessen Frau Ende der 1920er Jahre bei Besuchen in Europa ohne Schleier auftrat, aber auch die Verwestlichung in Ägypten selbst, wo es damals Überlegungen gab, für die Schreibung des Arabischen das lateinische Alphabet einzuführen. In vielen Ausgaben der Zeitschrift aus den Jahren 1926/27 griff er liberale Denker Ägyptens wie Taha Hussein, ʿAlī ʿAbd ar-Rāziq und Salāma Mūsā an und brandmarkte sie als "Feinde des Islam". Weitere wichtige Themen der Zeitschrift waren der Kampf gegen die christliche Mission, die zu jener Zeit in vielen arabischen Ländern aktiv war, sowie die ägyptische Frauenbewegung um Hudā Schaʿrāwī, die sich für eine "Entschleierung" und Gleichstellung der muslimischen Frau einsetzte. Al-Chatīb erwies sich in diesem Zusammenhang als glühender Verteidiger des Hidschāb-Systems und kritisierte alle Formen der öffentlichen Zur-Schaustellung weiblicher Schönheit. Männern empfahl er als Kopfbedeckung den Tarbusch, um sich nicht durch das Tragen von Hüten den Ungläubigen anzugleichen.
Al-Chatīb nutzte seine Zeitschrift auch sehr stark dazu, die Wahhabiten, die damals in Ägypten einen sehr schlechten Ruf hatten, zu verteidigen. In verschiedenen Artikeln unterstrich er, dass sich die Wahhabiten, anders als es ihnen vorgeworfen wurde, strikt an die Scharia hielten. In den 1930er Jahren wandte er sich in seiner Zeitschrift auch gelegentlich gegen die Gelehrten der Azhar. So kritisierte er 1936 in mehreren Artikeln Farīd Wadschdī, der in der von ihm herausgegebenen Azhar-Zeitschrift gefordert hatte, das Verbot, den Koran in andere Sprachen zu übersetzen, müsse aufgehoben werden.

## Als Publizist der Muslimbruderschaft
Schon seit 1926 stand Muhibb ad-Dīn al-Chatīb in engem Kontakt zu Hasan al-Bannā, dem späteren Gründer der Muslimbruderschaft. Al-Chatīb, der mit al-Bannās Vater befreundet war, führte den jungen Mann in die islamischen Zirkel Kairos ein, und al-Bannā besuchte sehr häufig al-Chatībs salafistische Buchhandlung. 1927 trat er der von al-Chatīb gegründeten muslimischen Jugendorganisation bei und wirkte als Korrespondent seiner Zeitschrift al-Fath in Ismailia. Nachdem al-Bannā 1928 seinen Studienabschluss am Kairiner Dār al-ʿUlūm gemacht hatte, empfahl ihn al-Chatīb für eine Position am Religiösen Institut in Mekka, allerdings blieb al-Bannās Bewerbung dort trotzdem erfolglos.
Die von Hasan al-Bannā gegründete Muslimbruderschaft ließ die von al-Chatīb gegründete Jugendvereinigung an Bedeutung bald hinter sich. Al-Chatīb selbst unterstützte al-Bannā beim Aufbau der neuen Organisation. Im Mai 1933 übernahm er die Herausgabe der wöchentlich erscheinende „Zeitschrift der Muslimbrüder“ (maǧallat al-iḫwān al-muslimīn), die er in seiner eigenen „salafistischen Druckerei“ drucken ließ. In den Jahren 1946 bis 1948 gab er ihre Tageszeitung heraus. Einem indischen Besucher gegenüber gab er sich und seine Zeitschrift al-Fath als zur Muslimbruderschaft gehörig aus. Seine Nähe zur Muslimbruderschaft war so groß, dass al-Chatīb Ende 1948 auf Druck der ägyptischen Regierung, die damals alle Publikationsorgane der Muslimbruderschaft verbot, auch seine Zeitschrift einstellen musste.
Trotz der ideologischen Nähe zwischen al-Chatīb und al-Bannā gab es doch auch einige Differenzen zwischen ihnen. Sehr stark verletzte ihn zum Beispiel, dass sich Hasan al-Bannā mit der Annäherung zwischen Sunniten und Schiiten einverstanden erklärte und an den Sitzungen der 1947 in Kairo gegründeten „Gesellschaft zur Annäherung zwischen den islamischen Rechtsschulen“ (Ǧamāʿat at-taqrīb baina l-maḏāhib al-islāmīya) teilnahm. Als Reaktion darauf veröffentlichte al-Chatīb im Oktober 1948 in seiner Zeitschrift einen Artikel mit dem Titel „Deutliches und weniger Deutliches über das Märchen von der Annäherung der Rechtsschulen“, in dem er öffentlich gegen diese Gesellschaft Stellung bezog.
Ein weiterer Streitpunkt war das Verhältnis zum saudischen Herrscherhaus. Während die Muslimbrüder das Prinzip der Erbmonarchie, wie es in Saudi-Arabien praktiziert wurde, ablehnten und ein auf Schūrā („Konsultation“) gegründetes Kalifat befürworteten, hielt al-Chatīb erbliche Herrschaft für legitim. Die Meinungsdifferenz in diesem Punkt zeigte sich insbesondere nach der Revolution der Freien Offiziere am 23. Juni 1952, als sich eine politische Kontroverse zwischen al-Chatīb und dem der Muslimbruderschaft angehörenden Scheich Muhammad al-Ghazālī entspann. Ausgangspunkt der Kontroverse war das von al-Chatīb in dem gleichen Jahr herausgegebene Buch al-Qawāṣim wa-l-ʿawāṣim des malikitischen Gelehrten Abū Bakr Ibn al-ʿArabī, der darin den umayyadischen Herrscher Muʿāwiya I. gegen den Vorwurf verteidigt hatte, dass die erzwungene baiʿa für seinen Sohn Yazid I. nicht rechtmäßig gewesen sei.
Muhammad al-Ghazālī sah in der Herausgabe und befürwortenden Kommentierung des Werkes durch al-Chatīb eine klare Parteinahme für das Prinzip der Erbmonarchie und kritisierte das Buch äußerst heftig in der Zeitschrift ad-Daʿwa, die damals faktisch das offizielle Organ der Muslimbruderschaft war. Nach seiner Auffassung war Muʿāwiyas baiʿa für seinen Sohn ein Sieg des „politischen Heidentums“ gewesen, der den Muslimen bis in die Gegenwart schweren Schaden zugefügt habe, weil dadurch das Prinzip der erblichen Monarchie im Islam etabliert worden sei. Einzig legitime Grundlage der politischen Herrschaft im Islam, so meinte al-Ghazālī, sei das Prinzip der Schūrā. In seiner Replik wies al-Chatīb die Kritik al-Ghazālīs an seiner Verteidigung Muʿāwiyas zurück und verwies auf mehrere Gelehrte, die die Schūrā für nicht notwendig erklärt hatten.

## Im Dienste der Azhar, anti-schiitische Polemik
Obwohl al-Ghazālīs Kritik an al-Chatībs Publikation in der speziellen nachrevolutionären Situation einer politischen Denunziation gleichkam, litt sein Verhältnis zum Revolutionsrat offenbar nicht allzu sehr darunter, denn schon im Oktober 1952 wurde er zum Chefredakteur von Nūr al-Islām, der Zeitschrift der Azhar (Maǧallat al-Azhar), berufen. Auch aus dieser Position heraus bekämpfte er alle Initiativen zur Annäherung zwischen Sunniten und Schiiten. Die schia-feindlichen Tendenzen der Azhar-Zeitschrift nach al-Chatībs Amtsantritt fanden in dem irakisch-schiitischen Gelehrten Muhammad Mahdī al-Chālisī einen permanenten Kritiker. Nachdem im Oktober 1958 der reformorientierte Gelehrte Mahmūd Schaltūt zum Scheich der Azhar berufen worden war, wurde al-Chatīb als Chefredakteur der Azhar-Zeitschrift entlassen.
Damit endete al-Chatībs publizistische Aktivität allerdings noch nicht ganz, denn im Jahre 1960 veröffentlichte er in Dschidda mit Unterstützung eines wahhabitischen Gelehrten noch ein anti-schiitisches Pamphlet mit dem Titel "Die Grundzüge der Fundamente, auf denen die Religion der zwölfer-schiitischen Imāmīya beruht" (al-Ḫuṭūṭ al-ʿarīḍa li-l-usus allatī qāma ʿalai-hi dīn al-Imāmīya al-iṯnāʿašarīya). Darin behauptete er, dass die Zwölfer-Schia als eine eigene "Religion" zu betrachten sei, weil die Zwölfer-Schiiten den Koran in seiner Form, wie ihn die Sunniten überlieferten, nicht als echt anerkennen würden.